# Квебекская конференция (1943)
Первая квебекская конференция (кодовое название «QUADRANT») — встреча на высшем уровне между США и Великобританией, проходившая в Квебеке с 17 по 24 августа 1943 года.
На встрече присутствовали президент США Франклин Делано Рузвельт, премьер-министр Великобритании Уинстон Черчилль, начальники штабов этих стран, а также представитель Китая Сун Цзывэнь.
На конференции было подтверждено намерение США и Великобритании открыть второй фронт в Европе не ранее мая 1944 года. Переговоры руководителей штабов касались войны против Японии и оказания эффективной помощи Китаю. Были рассмотрены также вопросы о взаимоотношениях с Французским комитетом национального освобождения, условиях капитуляции Италии, выходе её из фашистского блока и присоединении к антигитлеровской коалиции.
Участниками конференции был выработан текст декларации о создании международной Организации Объединённых Наций и ответственности четырёх великих держав (США, Великобритания, СССР, Китай) за сохранение мира после окончания войны.
Также в ходе конференции было заключено секретное соглашение об англо-американском сотрудничестве в области создания атомной бомбы, которое сохраняло за США преобладающие позиции в области разработки и производства ядерного оружия.

## Галерея

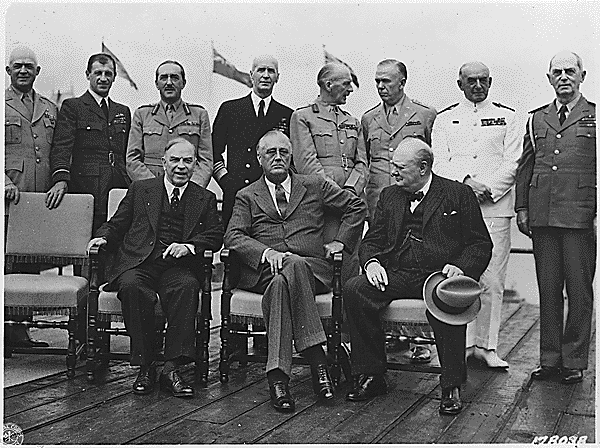
18 августа 1943.
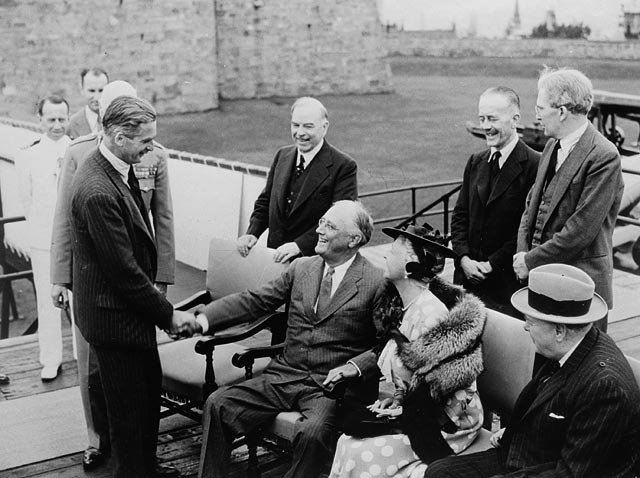
Франклин Делано Рузвельт встречает Энтони Идена.
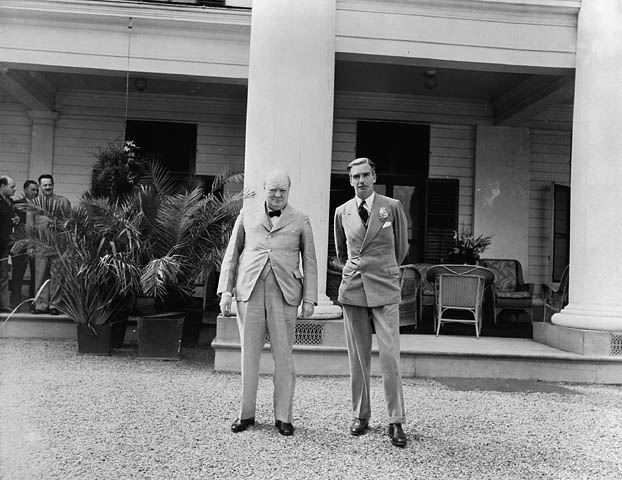
Уинстон Черчилль и Энтони Иден.